# Хіросі Сакагамі
Хіросі Сакагамі (яп. 坂上 弘, Сакагамі Хіросі; 13 лютого 1936, Токіо — 16 серпня 2021, Тіба) — японський письменник, представник літературного покоління інтровертів.

## Життєпис
Народився 13 лютого 1936 року у Токіо в родині співробітника Банку Японії. У зв'язку з батьковою роботою родина часто переїздила з одного міста до іншого, врешті повернувшись до Токіо. 1954 року Хіросі вступив до Університету Кейо на філософський факультет. По закінченні університету з 1960 року почав працювати в корпорації «Ricoh». Як письменник дебютував 1955 року з оповіданням «Син і коханець» (яп. 息子と恋人), опублікованому в журналі «Міта бунгаку». Твір було висунуто на премію Акутагави, але відзначено не було (як ще інші два його твори, номіновані у 1959 і 1969 роках), але Сакагамі, якому тоді було 19 років, став першим автором-кандидатом, який ще не досяг двадцятиріччя.
Починаючи з 1960-х років і до 1995 року, коли він звільнився з «Ricoh», Сакагамі продовжував поєднувати свою літературну діяльність з роботою офісного службовця. 1977 року спільно з іншими письменниками «покоління інтровертів» очолив редакцію журналу «Літературний стиль» (яп. 文体).
2004 року нагороджений Медаллю Пошани з пурпуровою стрічкою. Із липня 2006 року очолював Спілку письменників Японії. Член Японської академії мистецтв з 2008 року.
Хіросі Сакагамі помер 16 серпня 2021 року у місті Тіба, префектура Тіба, у 85-річному віці від раку.

## Вибрані твори
- «Перше кохання» (яп. 初めの愛, 1981, премія Державної агенції з культури для дебютантів),
- «Моя якірна стоянка» (яп. 優しい碇泊地, 1992, премія Йоміурі та премія Міністерства культури),
- «Пейзажі сільської місцевості» (яп. 田園風景, 1992, премія Нома),
- збірка оповідань «Кухня» (яп. 台所, премія Кавабати).